# Wei Tingting
Wei Tingting (cinese: 韦婷婷; Hechi, 28 dicembre 1988) è una scrittrice, regista e attivista cinese LGBT e femminista. 
È una delle Feminist Five, un gruppo di cinque femministe cinesi che sono state arrestate a Pechino il 6 marzo 2015 per aver pianificato una protesta contro le molestie sessuali sui mezzi pubblici.

## Biografia
Wei è nata a Hechi, nella regione meridionale del Guangxi, in Cina.
Nel 2009, Wei ha ricevuto un LL.B. in sociologia presso l'Università di Wuhan. Nel 2011, Wei ha ricevuto un LL.M. in antropologia presso l'Università di Wuhan.

## Carriera
Mentre era all'università, Wei è diventata un'attivista nei movimenti per i diritti delle donne e della comunità LGBT. Nel 2007 e nel 2009, Wei ha collaborato al coordinamento e alla messa in scena delle produzioni di The Vagina Monologues. È entrata a far parte del Wuhan Rainbow, un'organizzazione LGBT.
Wei è stata anche direttrice di Ji'ande, un'organizzazione per i diritti LGBT a Pechino.
Wei ha co-fondato la National Bisexual Network in Cina.
Dal 2011 al 2016, Wei ha lavorato come project manager presso il Beijing Gender Health Education Institute, un'agenzia nazionale incentrata sulla sessualità e la salute sessuale, che sensibilizza sulle disuguaglianze di genere e sulla diversità sessuale. Parte del suo lavoro comprendeva aiutare a organizzare una passeggiata annuale sull'AIDS sulla Grande muraglia cinese, la China AIDS Walk, il primo progetto di raccolta fondi pubblica su larga scala per l'HIV/AIDS nella Cina continentale, coordinando i Mainstream Media Awards per una buona comunità LGBT, e coordinando il programma di Diritti e Advocacy dell'organizzazione e la conferenza annuale nazionale LGBT in Cina. Wei ha co-ospitato il primo webcast LGBT senza scopo di lucro della Cina chiamato "Queer Comrades", è stata membro della rete Queer Lala Times con sede in Cina, Taiwan e Hong Kong e ha partecipato a conferenze di donne in India e Corea del Sud.
Nel 2012, Wei Tingting e Li Tingting hanno partecipato a una protesta di San Valentino contro la violenza domestica a Pechino.
Dal 2012 al 2014, Wei è stato project manager presso la Chinese Lala Alliance.
Dal 2013 al 2014, Wei ha contribuito a Les+ Magazine e ha coordinato un progetto chiamato "Vedi Pechino+20 dalla prospettiva lesbica".
Dal 2015 al 2017, Wei è stata coordinatrice presso LGBT Rights Advocacy China, dove ha lavorato con le vittime di terapie di conversione LGBT per aiutarle a portare avanti cause legali e sostenere anche azioni legali contro materiali didattici omofobici.
Dal 2016 al 2019, Wei è stata fondatrice e direttrice del Guangzhou Gender and Sexuality Education Center (GGSEC), un'organizzazione non governativa a Canton, in Cina. L'organizzazione svolge attività di educazione di genere e sessuale, formazione e advocacy.
Wei ha raccolto materiale per il primo film documentario cinese sulla bisessualità in Cina, che si chiamava Bi China ed è uscito nel 2017.
Nel 2018, Wei ha fondato la Guangzhou Nalisha Education Consulting Co., Ltd., una società che conduce attività di ricerca, istruzione, formazione e advocacy su genere e sessualità, offrendo supporto per la salute mentale e supporto consulenziale alle vittime nel campo della sessualità e del genere contro la discriminazione a donne e comunità LGBT.

## Feminist Five
Nel 2015, lei e altre quattro attiviste (Zheng Churan, Wang Man, Wu Rongrong e Li Tingting, note collettivamente come le "Cinque femministe") sono state arrestate dal governo cinese poco prima della Giornata internazionale della donna, il giorno in cui avevano pianificato di eseguire una campagna contro le molestie sessuali sui mezzi pubblici. Tutte e cinque le donne sono state rilasciate su cauzione dopo 37 giorni di detenzione. Se fossero state condannate, le donne avrebbero rischiato fino a tre anni di carcere per "aver creato disturbo". Da quando è stata rilasciata, Wei ha affermato che continuerà a lottare per l'uguaglianza di genere. Lei ha detto:
Ho letto così tanti rapporti e articoli sul nostro arresto e sono così toccanti e incoraggianti. Avevo iniziato a sentirmi scoraggiata e pensavo che questo incidente sarebbe stata la fine per noi giovani attiviste. Ma la reazione ha dato inizio a un'era di magnifici nuovi attivisti. Non possono prenderci tutti e bloccarci tutti.

## Pubblicazioni
- Wei, Tingting (2011). "How to Use Applied Theater in Sexuality Education in China". Population and Development (Core Journal in China) (in Chinese).
- Wei, Tingting (2012). "From Vagina Monologue to Leifeng Pagoda: Rethinking and Producing Women's Body". The International Conference on Chinese Women and Visual Representation.
- Wei, Tingting (2012). "The Body Goes Beyond Boundary - Research of Lesbian and Gay in Cities". Sexualities and Gender Study.
- Wei, Tingting (2014). "A Look at the Beijing Conference through Lesbian Eyes". China Development Brief (in Chinese).
- Wei, Tingting (6 October 2015). "A Look at the Beijing Conference through Lesbian Eyes". Asian Journal of Women's Studies.
- Wei, Tingting (2016). "Review and Report of the Beijing Conference 1996 through Lesbian Eyes". Sexuality Research in China (in Chinese).
- Wei, Tingting (2017). "A report on sexual harassment on Chinese College Campuses, 2016-2017". Sexuality Research in China (in Chinese).

## Filmografia
- We are here (2015)
- Bi China (2017)